# Нариманбеков, Нариман-бек Гашим оглы
Нариман-бек Гашим-бек оглы Нариманбеков (азерб. Nəriman bəy Həşim bəy oğlu Nərimanbəyli; 1889–1937) — общественный и политический деятель Азербайджанской Демократической Республики.

## Биография
Нариман-бек Нариманбеков родился в Шуше в 1889 году. Среднее образование получил в Эриванской гимназии. Учился на физико-математическом отделении Московского университета и на юридическом факультете Харьковского университета, который окончил в 1915 году. В марте 1917 года вступил в партию «Мусават». 
Состоял членом Закавказского сейма, Национального Совета Азербайджана и Парламента АДР. Входил в состав аграрной комиссии, организованной на заседании парламента 4 февраля 1919 года.
Государственный контролер (апрель-декабрь 1919). После установления Советской власти работал юрисконсультом и адвокатом. Подвергался политическим преследованиям. Репрессирован.
28 мая 1918 года, в Тифлисе Национальный Совет Азербайджана в составе: товарища председателя Гасан-бека Агаева, секретаря Мустафы Махмудова, Фатали Хана Хойского, Халил-бека Хасмамедова, Насиб-бека Усуббекова, Мир Гидаят Сеидова, Нариман-бека Нариманбекова, Эйбат-Кули Мамедбекова, Аслан-бека Кардашева, Султан Меджида Ганизаде, Акпер Ага Шейхульисламова, Мехти-бека Гаджибабабекова, Мамед Юсуфа Джафарова, Худадат-бека Мелик-Асланова, Рагим-бека Векилова, Гамид-бека Шахтахтинского, Фирудин-бека Кочарлинского, Джамо-бека Гаджинского, Шафи-бека Рустамбекова, Хосров Паша-бека Султанова, Джафара Ахундова, Мамеда Магеррамова, Джавада Мелик-Еганова и Гаджи Мола Ахундзаде, провозгласили акт о независимости Азербайджана.

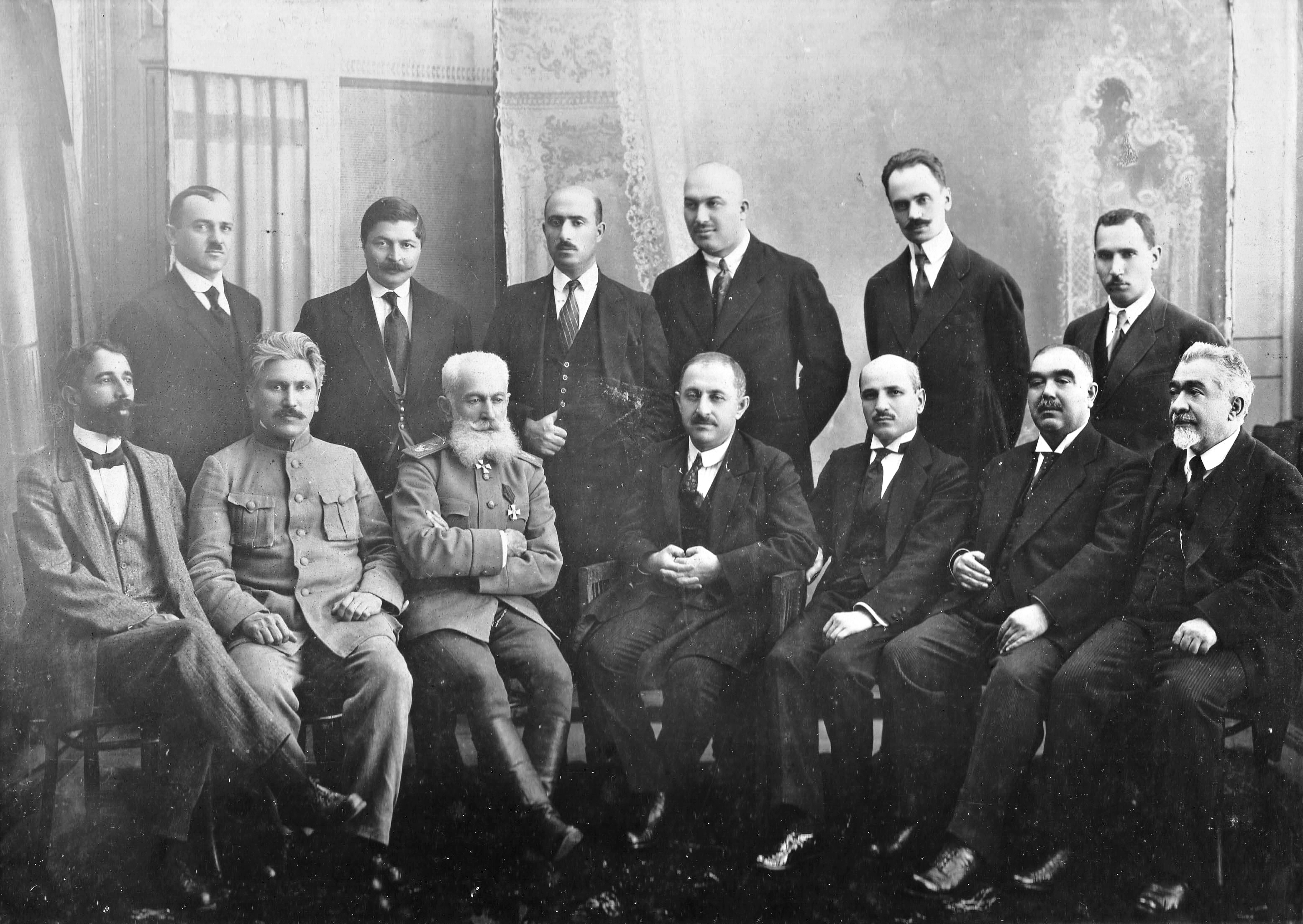
Нариманбеков (стоит, крайний справа) в составе кабинета министров АДР IV-го состава. Декабрь 1919

В марте 1919 года кабинет министров подал в отставку и 14 апреля был объявлен новый кабинет (4-й по счету) в следующем составе: министр-председатель и министр внутренних дел Н-б. Усуббеков, финансов Али Ага Гасанов, торговли и промышленности Ага Аминов, иностранных дел М-Ю. Джафаров, путей сообщения Х-б. Мелик-Асланов, почты и телеграфа Дж-б. Гаджинский, юстиции и труда А. Сафикюрдский, военный — генерал С-б. Мехмандаров, здравия А. Н. Дастаков, просвещения и вероисповеданий Рашид Хан Капланов, земледелия Аслан Кардашев, без портфеля Х. Амаспюр и контроля Н. Нариманбеков.